# Mount Fell
Mount Fell är ett berg i Antarktis. Det ligger i Västantarktis. Argentina, Chile och Storbritannien gör anspråk på området. Toppen på Mount Fell är 1 275 meter över havet.
Terrängen runt Mount Fell är huvudsakligen kuperad. Mount Fell ligger uppe på en höjd som går i öst-västlig riktning. Trakten är obefolkad. Det finns inga samhällen i närheten.